# Pardosa oreophila
Pardosa oreophila là một loài nhện trong họ Lycosidae.
Loài này thuộc chi Pardosa. Pardosa oreophila được Eugène Simon miêu tả năm 1937.